# Ireneusz Jeleń
Ireneusz Jeleń (uitspraak: [irɛˈnɛuʂ ˈjɛlɛɲ], ong. ierenewsj jellenj) (Teschen, 9 april 1981) is een Poolse voetballer.

## Clubcarrière
Jeleń is een aanvaller die zijn profloopbaan begon bij Wisła Płock in 2002. Door zijn goede spel op het WK voetbal 2006 in Duitsland heeft hij zich in de kijker gespeeld bij verschillende clubs buiten Polen.
Jeleń speelt dan ook sinds 2006 in Frankrijk. Eerst bij AJ Auxerre, waar hij een van de bepalende spelers is geworden en regelmatig wel het net wist te vinden. Sinds 2011 speelt hij voor Lille OSC. Hij staat vooral bekend omwille van zijn snelheid en acceleratievermogen.

## Interlandcarrière
Jeleń speelde zijn eerste interland voor Polen op 11 december 2003 tegen Malta. Hij maakte deel uit van de selectie voor het WK voetbal 2006 waar hij in alle Poolse wedstrijden in actie kwam. Hij speelde in totaal 28 interlands, waarin hij vijfmaal tot scoren kwam.

## Statistieken

### Carrière
| seizoen                     | club                        | land                        | competitie  | wed. | goals |
| --------------------------- | --------------------------- | --------------------------- | ----------- | ---- | ----- |
| 2002-2003                   | Wisła Płock                 | Vlag van Polen              | Ekstraklasa | 26   | 8     |
| 2003-2004                   | Wisła Płock                 | Vlag van Polen              | Ekstraklasa | 26   | 18    |
| 2004-2005                   | Wisła Płock                 | Vlag van Polen              | Ekstraklasa | 23   | 12    |
| 2005-2006                   | Wisła Płock                 | Vlag van Polen              | Ekstraklasa | 25   | 7     |
| 2006-2007                   | AJ Auxerre                  | Vlag van Frankrijk          | Ligue 1     | 32   | 10    |
| 2007-2008                   | AJ Auxerre                  | Vlag van Frankrijk          | Ligue 1     | 32   | 5     |
| 2008-2009                   | AJ Auxerre                  | Vlag van Frankrijk          | Ligue 1     | 26   | 14    |
| 2009-2010                   | AJ Auxerre                  | Vlag van Frankrijk          | Ligue 1     | 27   | 14    |
| 2010-2011                   | AJ Auxerre                  | Vlag van Frankrijk          | Ligue 1     | 21   | 5     |
| 2011-2012                   | Lille OSC                   | Vlag van Frankrijk          | Ligue 1     | 13   | 1     |
| 2012-2013                   | Podbeskidzie Bielsko-Biała  | Vlag van Polen              | Ekstraklasa | 7    | 0     |
| 2012-2013                   | Górnik Zabrze               | Vlag van Polen              | Ekstraklasa | 12   | 2     |
| Bijgewerkt 12 februari 2015 | Bijgewerkt 12 februari 2015 | Bijgewerkt 12 februari 2015 | Totaal      |      |       |

### Erelijst
Wisła Płock
- Pools bekerwinnaar: 2006

### Interlands
| WK-statistieken         | Club        | Positie   | W |   |   | Goal | A |   |   |   |
| ----------------------- | ----------- | --------- | - | - | - | ---- | - | - | - | - |
| WK voetbal 2006 - Polen | Wisła Płock | aanvaller | 3 | 1 | 1 | 0    | 0 | 0 | 0 | 0 |